# Mass (Джонстон)
Mass (укр. Меса) — музичний твір Бена Джонстона, написаний 1972 року.
Твір Mass написаний американським композитором Беном Джонстоном для SATB-хору, десяти тромбонів (або органу) та перкусії. Його було створено на замовлення Гарольда Деккера, керівника хорового відділення Університету Іллінойсу, де викладав Джонстон. Композитор був відомий написанням складної музики в чистому строї, яка потребувала точного виконання інтервалів, відмінних від тих, що використовувалися в рівномірно-темперованому строї. Через це Деккер наголосив, що твір призначається хору студентів, тому він має бути хоча і цікавим з музичного погляду, але не дуже складним у виконанні для недосвічених музикантів.
Твір містить покладений на музику літургічний текст Тридентської меси. Релігіозний характер твору став наслідком того, що Джонстон 1970 року став католиком та змінив свій підхід до творчості: «Я намагаюся, щоб кожна робота була релігійним наміром, а не просто „вираженням“ мого его» — писав він у листі Хайді фон Гунден 1976 року. До того ж після Другого Ватиканського собору (1962—1965) деякі композитори приділяли увагу «осучасненню» Меси, і Джонстон вважав багато з цих спроб невдалими, тому вирішив зробити власне аранжування в джазовому стилі, з використанням контрабаса та ударних. Католицизм Джонстона, своєю чергою, став для нього підтримкою після розчарування у філософських вченнях Георгія Гурджиєва, через що починаючи з середини 1960-х років композитор мав проблеми із психічним здоров'ям.
Mass виконується в нестандартному строї, з використанням сьомого обертону, як і в його попередній хоровій композиції Rose. Ноти були призначені для десяти тромбонів, які відтворювали п'ять окремих партій, але Джонстон також дозволяв виконувати твір на п'яти тромбонах або взагалі на органі. Через те, що орган був настроєний в рівномірно-темперованому строї, деякі ноти з оригінальної партитури мали бути на ньому пропущені. Твір складається з декількох секцій: «Kyrie Eleison», «Christe», «Gloria», «Credo», «Sanctus», «Agnus Dei» тощо.
Прем'єра відбулася в останню неділю перед Великим постом, 13 травня 1973 року, в каплиці Святого Йоана на території Університету Іллінойсу, у виконанні університетського концертного хору, під керівництвом Превелебного Даррелла Рупіпера, диригент Гарольд Деккер. Ноти вийшли у видавництві Mark Foster Music Company 1974 року. Пізніше він виконувався неодноразово, зокрема, на фестивалі Contemporary Music Series 1973 року у Фініксі, або на конференції Американської спілки університетських композиторів 1981 року в Урбана-Шампейн. Останньому заходу була присвячена стаття Марка Бема, що вийшла в журналі Perspectives of New Music, де він так писав про Mass: «Не можна було не помітити, що ця композиція, написана значною мірою з натяком на популярні духовні хорові стилі, як коментувала ці стилі зовні, так і використовувала їх всередині, і таким чином була дуже рельєфною на тлі набагато більш традиційних творів, які склали велику частину програми».
На думку музикознавиці Хайді фон Гунден, тональна Mass, створена після тривалого періоду захоплення Джонстоном атональністю та серіалізмом, надихнула його до повернення до неокласицизму, притаманного ранній творчості композитора. Зокрема, таким став і його наступний твір, що вважається одним з найбільш відомих серед усього доробку Джонстона, його Струнний квартет № 4.